# سيديلانديا
سيديلانديا (بالبرتغالية: Cidelândia‏)؛ بلدية في ولاية مارانهاو في المنطقة الشمالية الشرقية من البرازيل.